# Dušan Holý
Dušan Holý (25. dubna 1933 Hrubá Vrbka – 2. ledna 2025 Brno) byl český zpěvák, etnolog a muzikolog z Horňácka. Od roku 1959 působil na Ústavu evropské etnologie Filozofické fakulty Masarykovy univerzity v Brně. V roce 2013 získal zlatou medaili Masarykovy univerzity a Cenu ministerstva kultury v oboru Tradiční lidová kultura a folklor.

## Spisy
- HOLÝ, Dušan. Mudrosloví primáše Jožky Kubíka. 1. vyd. Praha: Supraphon, 1984. 142 s.

## Diskografie
- Horňácké pěsničky ke koštu vína, Cimbálová muzika JZD Obránců míru Lipov, nahráno 22. - 23. dubna 1978 v obřadní síni místního národního výboru v Lipově, Supraphon 1117 2447 G, 1979
- Pěkné zkázáníčko, Martin Hrbáč se svou muzikou a zpěváky z Horňácka, Tonstudio Jaromír Reichman, 1999
- Dušan Holý 70 Putování s hudci, Cimbálová muzika Technik Ostrava, ATON, 2003, Snímky natočeny ve studiu Českého rozhlasu v Ostravě v letech 1989, 1995 a 1998.